# Medalja Bljesak
Medalja Bljesak dodjeljivana je pripadnicima OSRH koji su sudjelovali u akciji Bljesak 01.05.1995. godine za oslobađanje zapadne Slavonije. Medalju dodjeljuje vrhovni zapovjednik na prijedlog ministra obrane i ministra unutrašnjih poslova.